# 柳欽
50°18′46″N 26°26′19″E / 50.31278°N 26.43861°E
柳欽（烏克蘭語：Лючин），是烏克蘭西北部的村莊，隸屬里夫內州的里夫內區。該村始建於1572年，面積1.36平方公里，海拔高度200米，2001年人口460，人口密度每平方公里338.7人。